# Nyrstar Port Pirie Tennis International 2011
Il Nyrstar Port Pirie Tennis International 2011 (Australia F10 Futures 2011) è stato un torneo di tennis facente parte della categoria ITF Men's Circuit nell'ambito dell'ITF Men's Circuit 2011 e dell'ITF Women's Circuit nell'ambito dell'ITF Women's Circuit 2011. Il torneo si è giocato a Port Pirie in Australia dal 24 al 30 ottobre su campi in cemento.

## Partecipanti WTA

### Teste di serie
| Nazionalità   | Giocatrice         | Ranking* | Testa di serie |
| ------------- | ------------------ | -------- | -------------- |
| Giappone      | Erika Sema         | 116      | 1              |
| Australia     | Isabella Holland   | 190      | 2              |
| Australia     | Olivia Rogowska    | 196      | 3              |
| Nuova Zelanda | Sacha Jones        | 217      | 4              |
| Russia        | Arina Rodionova    | 234      | 5              |
| Regno Unito   | Emily Webley-Smith | 251      | 6              |
| Australia     | Sally Peers        | 263      | 7              |
| Regno Unito   | Melanie South      | 311      | 8              |

- Ranking al 17 ottobre 2011.

### Altre partecipanti
Giocatrici che hanno ricevuto una wild card:
- Michaela Capannolo
- Azra Hadzic
- Rachel Tredoux
- Belinda Woolcock

Giocatrici che sono passate dalle qualificazioni:
- Tyra Calderwood
- Alenka Hubacek
- Ashley Keir
- Karis Ryan
- Daniela Scivetti
- Emelyn Starr
- Tang Hao Chen
- Zhao Di

## Vincitori

### Singolare maschile
Yasutaka Uchiyama ha battuto in finale  Hiroki Moriya con il punteggio di 7–6(6), 6–4

### Doppio maschile
Robert McKenzie /  John Peers hanno battuto in finale  G.D. Jones /  Jose Rubin Statham con il punteggio di 6(3)–7, 6–4, [10–8]

### Singolare femminile
Olivia Rogowska ha battuto in finale  Bojana Bobusic con il punteggio di 6–3, 6–2

### Doppio femminile
Isabella Holland /  Sally Peers hanno battuto in finale  Monique Adamczak /  Bojana Bobusic, Walkover